# おもろカレー
おもろカレーは、静岡県磐田市で販売されているご当地カレーライス。

## 概要
地元の有志が集まり食による町づくりを検討し、戦後から伝わる郷土料理おもろを使ったカレー「おもろカレー」を名物料理とすることにした。

## 参考
- 磐田おもろドットコム
- 元気な磐田カレー（おもろカレー）